# 울산MBC 정오의 희망곡
정오의 희망곡 박성은입니다는 울산MBC FM4U(FM 98.7㎒)에서 평일 낮 12시부터 오후 2시까지 방송되는 울산 전지역, 양산, 경주 일부 지역의 대중가요 전문 라디오 프로그램이다.

## 역사
1983년 9월 1일에 울산MBC FM4U가 개국하면서 첫방송을 시작했으며, 원래는 매일 방송이었으나, 2018년 7월 2일부터 평일 방송으로 축소되었다.

## 역대 방송시간
| 방송 채널    | 방송 기간                       | 방송 시간                 |
| ------------ | ------------------------------- | ------------------------- |
| 울산MBC FM4U | 1983년 9월 1일 ~ 2018년 7월 1일 | 매일 낮 12:00 ~ 오후 2:00 |
| 울산MBC FM4U | 2018년 7월 2일 ~ 현재           | 평일 낮 12:00 ~ 오후 2:00 |

## 코너 소개
정오의 희망곡 박성은입니다는 매일, 요일별로 다양한 코너로 구성되어 있다.

### 매일 코너

#### 평일 1부 문자쇼! 내 노래를 맞혀봐
썽디의 생목 라이브를 듣고 노래 제목을 문자 or 유튜브 댓글로 보내주세요. 푸짐한 선물과 함께하는 '내 노래를 맞혀봐'

#### 평일 3부 소소한 고민 확실한 해결 '소확해'
여러분의 소확행을 위해 소소한 고민을 썽디가 확실하게 해결해 드립니다.

#### 평일 3부 성은이 망극한 선물 퀴즈
성은이 망극한 선물이 쏟아지는 퀴즈쇼! 오늘의 퀴즈를 풀고 선물까지 받아가세요

### 요일별 코너

#### 월요일 2부 딩~동! 택배왔어요!
다람쥐 닮은 택배요정 류호정 크리에이터가 매주 신박한 아이템을 배송해드립니다!

#### 화요일 2부 슬기로운 건강생활
매주 화요일 희망이들의 건강한 생활을 책임질 닥터즈와 함께 오늘 더 건강해지는 '슬기로운 건강생활'

#### 수요일 2부 썰 라이브! 정오의 깨알토론
너와 나의 취향 차이, 깨알같은 생각 차이! 과몰입러 한승민 리포터와 나른한 오후 열띤 토론의 장으로 만들어봅니다.

#### 목요일 2부 US Star Live Show 유스쇼!
United States 아니죠 Ulsan 맞습니다 울산의 Youth! 가수들의 라이브를 들을 수 있는 '울산 스타 라이브 쇼', 유스쇼! The Show Must Go On!

#### 금요일 2부 Hey 지니, K-POP 틀어줘!
인공지능 스피커보다 감미로운 희찌니가 금요일에 듣기 좋은 K-POP을 소개해드립니다.

## 같이 보기
- 울산문화방송
- MBC FM4U
- 정오의 희망곡 김신영입니다